# Idaea prusias
Idaea prusias är en fjärilsart som beskrevs av William Schaus 1913. Idaea prusias ingår i släktet Idaea och familjen mätare. Inga underarter finns listade i Catalogue of Life.